# 28433 Samarquez
28433 Samarquez è un asteroide della fascia principale. Scoperto nel 1999, presenta un'orbita caratterizzata da un semiasse maggiore pari a 2,6098800 UA e da un'eccentricità di 0,1719513, inclinata di 3,99687° rispetto all'eclittica.